# Limón (Panamá)
Limón es un corregimiento del distrito de Colón en la provincia de Colón, República de Panamá. La localidad tiene 4.665 habitantes (2010).